# Juliana de Stolberg
Juliana, Condessa de Stolberg-Wernigerode (15 de fevereiro de 1506 Stolberg, Alta-Saxônia — 18 de junho de 1580 (74 anos) Casa de Stolberg), foi a mãe de Guilherme, o Silencioso, o líder da bem-sucedida Revolta Holandesa contra os espanhóis no século XVI.
Juliana nasceu em Stolberg como filha de Bodo VIII, Conde de Stolberg-Wernigerode e Anna de Eppstein-Königstein. Ela foi criada como católica romana, mas mudou de religião duas vezes, primeiro para o luteranismo e depois para o calvinismo. Ela, junto com seu segundo marido, era uma protestante convicta e criou seus filhos nos moldes protestantes. Após a morte de seu segundo marido em 1559, ela permaneceu morando no castelo de Dillenburg, então pertencente a seu segundo filho, John, onde morreu em 1580.
Durante toda a sua vida, ela se manteve perto de seus filhos, especialmente William. Quando William começou sua rebelião contra Filipe II da Espanha, ela apoiou seu filho moral e financeiramente. Por causa desse apoio financeiro, William pôde fazer campanha contra a Espanha na Holanda.
Um relato ficcional de sua vida é encontrado em "Ethel Herr, Dr. Oma: The Healing Wisdom of Countess Juliana Von Stolberg (P&R Publishing, 2006)".